# Heinrich I. (Bayern)

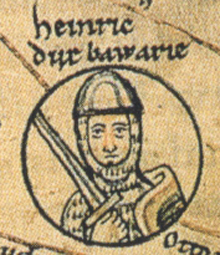
Herzog Heinrich I. von Bayern aus der Verwandtschaftstafel der Liudolfinger (Chronica St. Pantaleonis, zweite Hälfte des 12. Jahrhunderts. Herzog August Bibliothek, Wolfenbüttel, Cod. Guelf. 74.3 Aug., pag. 226)

Heinrich I. (* 919/922 in Nordhausen; † 1. November 955 in Pöhlde) aus der Familie der Liudolfinger war Herzog von Baiern.

## Leben
Heinrich war der zweite Sohn des deutschen Königs Heinrich I. und dessen Gemahlin Mathilde. Er hatte zwei ältere Brüder, nämlich den Halbbruder Thankmar aus der ersten Ehe seines Vaters und den späteren ostfränkischen König Otto I. sowie den jüngeren Bruder Brun, zunächst Kanzler Ottos I. und hernach Erzbischof von Köln sowie Herzog von Lothringen und mit Gerberga, spätere Königin des westfränkischen Reiches, und Hadwig, spätere Herzogin von Franzien, zwei ältere Schwestern.
938 verschwor sich Heinrich im Bunde mit Eberhard von Franken und Giselbert von Lothringen gegen seinen Bruder Otto, da er eigene Ansprüche auf den Thron erhob. Zuvor war er im Aufstand seines Halbbruders Thankmar von Eberhard gefangen genommen worden. Im Jahre 939 wurde er in der Schlacht bei Birten geschlagen und gezwungen, das Reich zu verlassen. Er floh zu König Ludwig IV. ins Westfrankenreich, unterwarf sich aber, nachdem dieser mit Otto Frieden geschlossen hatte.
940 erhielt Heinrich das Herzogtum Lothringen, konnte seine Herrschaft jedoch nicht behaupten und verlor sie noch im selben Jahr. Ostern 941 versuchte er, Otto in der Königspfalz in Quedlinburg zu ermorden. Der Anschlag wurde entdeckt, Heinrich in Ingelheim gefangengehalten und zu Weihnachten 941 in Frankfurt am Main nach reuevoller Buße begnadigt, während viele seiner Gefolgsleute mit dem Tode bestraft wurden.
Durch die Vermittlung seines Bruders heiratete Heinrich Judith von Baiern aus der baierischen Herzogsdynastie der Luitpoldinger und wurde 948 mit dem Herzogtum Baiern und den Marken Friaul und Verona einschließlich Istrien belehnt. In Baiern stieß seine Ernennung zum Herzog weitgehend auf Ablehnung. In den Ungarnkriegen konnte er sich 949/50 als erfolgreicher Heerführer bewähren. Als Brautwerber seines Bruders geleitete er die Königin Adelheid im Jahr 951 nach Pavia. 952 vergrößerte er sein Herzogtum um die Mark Verona und Aquileja. Einen Aufstand seines Neffen Liudolf und Konrads von Lothringen konnte er blutig unterdrücken. Die Schlacht bei Mühldorf, die vermutlich am 1. Mai 955 stattfand, beendete endgültig den Liudolfinischen Aufstand, der Salzburger Erzbischof Herold wurde in der Schlacht vom baierischen Herzog  gefangen genommen und geblendet.
Heinrich I. starb kurz nach der erfolgreichen Schlacht auf dem Lechfeld am 10. August 955 gegen die Ungarn am 1. November 955 im Kloster Pöhlde an einer schweren Krankheit. Er wurde im Niedermünster in Regensburg beigesetzt, wo auch seine Frau Judith begraben ist.
Der Mensch Heinrich ist relativ unbekannt. Widukind von Corvey zeichnet ein aus seiner Sicht negatives Bild, was aber mit einer Abneigung gegenüber Heinrich zu tun haben mag.

## Nachkommen
Heinrich war verheiratet mit Judith von Bayern. Mit ihr hatte er drei Kinder:
- Hadwig (ca. 939–994)
- Gerberga (ca. 940–1001)
- Heinrich II. (951–995)